# ロロ岬

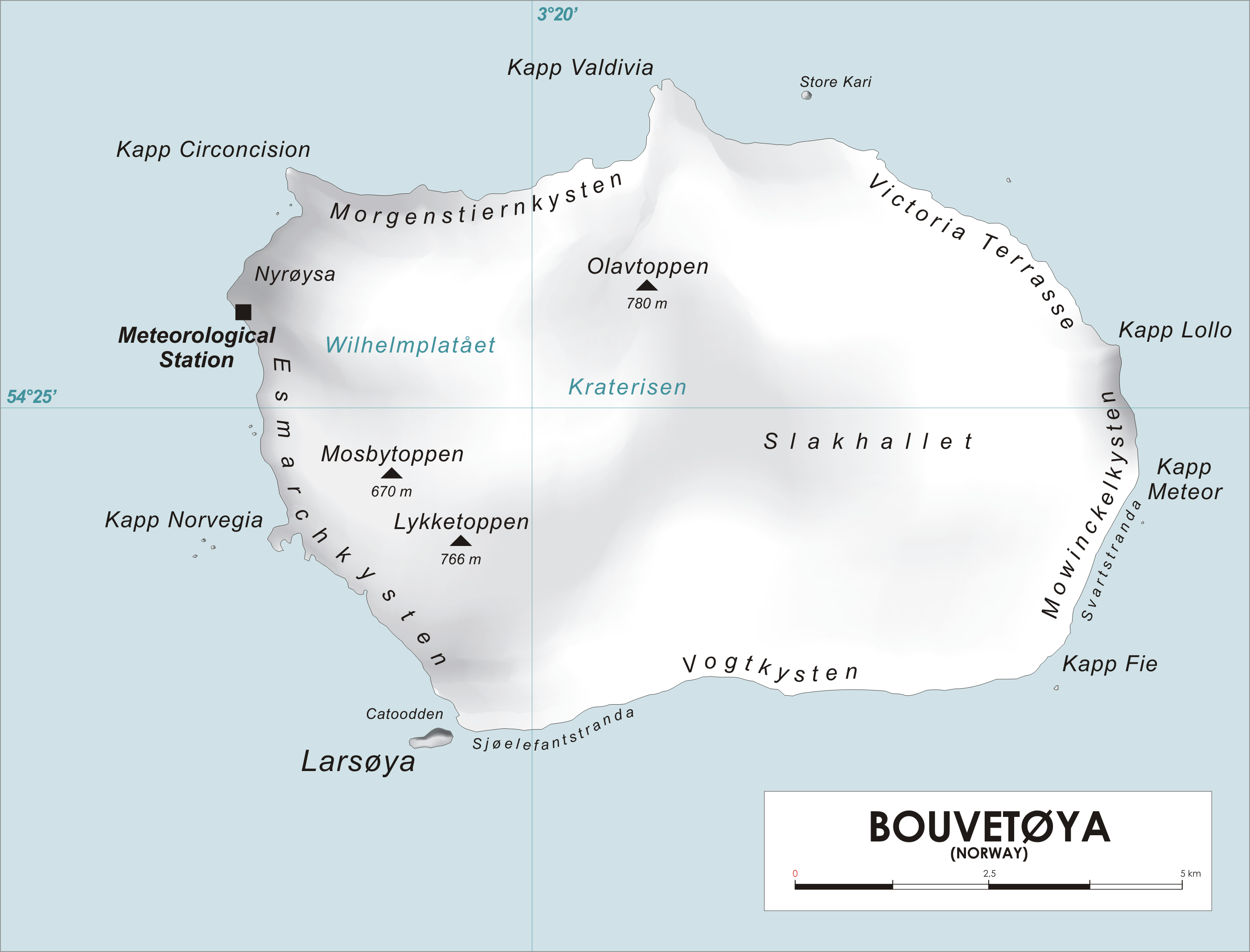
ブーベ島の地図

ロロ岬（ロロみさき、ノルウェー語: Kapp Lollo、英語: Cape Lollo）は、南大西洋に浮かぶノルウェー領ブーベ島東部にある岬。